# Успение Богородично (Гълъбовци)
„Успение Богородично“ или „Света Богородица“ е българска православна църква в софийското село Гълъбовци.

## История
Църквата е разположена в южния край на селото и е гробищен храм. В близост до него започва екопътека, която води към местността Петлюка, природна забележителност.
Иконостасът е дело на дебърски майстори от рода Филипови.
Камбанарията пред църквата е издигната през 1986 година.

## Галерия
- Иконостасът
- Елемент от долната част на иконостаса
- Част от църковния трон
- Детайл от дърворезбата на иконостаса
- Детайл от дърворезбата на иконостаса
- Детайл от дърворезбата на иконостаса
- Детайл от дърворезбата на иконостаса
- Детайл от дърворезбата на църковния трон